# Foulayronnes
Foulayronnes – miejscowość i gmina we Francji, w regionie Nowa Akwitania, w departamencie Lot i Garonna.
Według danych na rok 1990 gminę zamieszkiwały 4343 osoby, a gęstość zaludnienia wynosiła 150 osób/km² (wśród 2290 gmin Akwitanii Foulayronnes plasuje się na 92. miejscu pod względem liczby ludności, natomiast pod względem powierzchni na miejscu 297).